# Имандра (станция)
И́мандра — железнодорожная станция Мурманского региона Октябрьской железной дороги на 1299 км линии Апатиты I — Мурманск. Находится в селе Имандра Мурманской области. Находится на балансе РЖД, официально — в муниципальном округе город Оленегорск.

## География
Соседние станции (ТР4): 016155 1297 км и 016210 1303 км
Расстояние до узловых станций (в километрах): Кандалакша — 123, Кола (перев.) — 139.

## История
Открыт в 1916 году.
В 2004 году РЖД предложило полностью переселить жителей Имандры (50 семей) в Оленегорск.

## Коммерческие операции
Продажа билетов на все пассажирские поезда. Прием и выдача багажа.